# Căpitanul Giura
Căpitan de oaste în armata lui Tudor Vladimirescu, și cel care a condus luptele împreună cu eteriștii împotriva otomanilor. A avut soție pe jupâna, doamna Alexandra.
La Parohia Capu Dealului, pe frontispiciul de la intrare în pronaos, deasupra ușii, se găsește următoarea inscripție, scrisă în limba română veche cu litere chirilice:
Această sfântă și dumenezeiască biserică ce se cinstește și se prăznuiește hramul sfintei adomiri a peacuratei fecioare s-au ridicat și s-au înfrumusețat cu zugrăveli după cum se vede cu toată cheltuiala și osteneala dumnealui căpitan Giura și soția sa Alexandra în zilele prealuminatului și înălțatului domn Ioan Gheorghe Dimitrie Ghica voievod cu blagoslovenia preasfinției sale părintelui nostru episcopu Galaction, 1824 iunie 25